# Hans Sigl

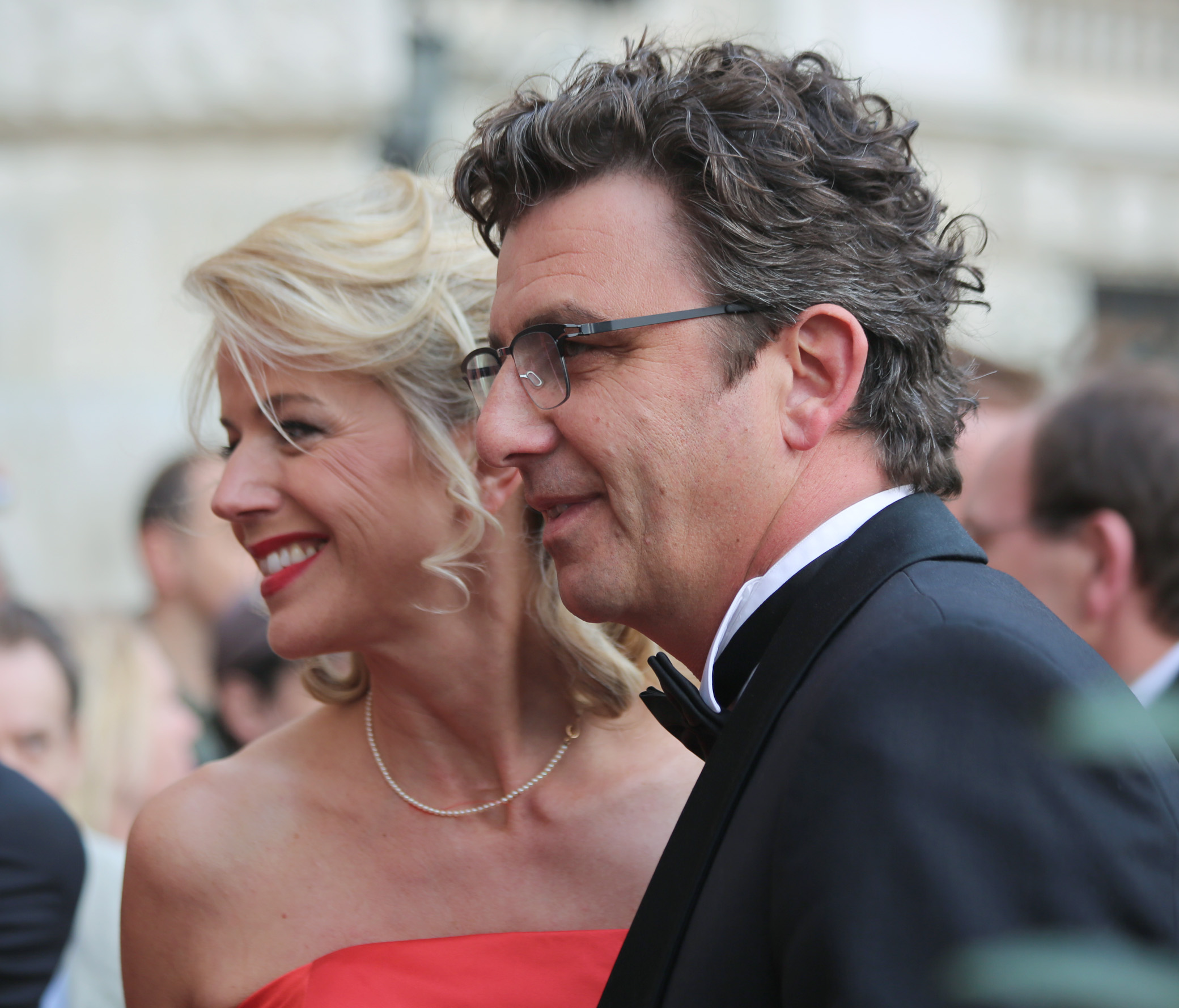
Hans und Susanne Sigl (2013)

Hans-Dieter Sigl (* 7. Juli 1969 in Rottenmann, Steiermark) ist ein österreichischer Schauspieler, der vor allem durch die seit 2008 ausgestrahlte Serie Der Bergdoktor bekannt wurde. Außerdem ist er als Fernsehmoderator tätig.

## Leben
Seine Eltern trennten sich, als Sigl zehn Jahre alt war. Er wuchs danach bei seiner alleinerziehenden Mutter auf. Seine Eltern sind inzwischen verstorben.
Sigl legte am Bundesgymnasium und Bundesrealgymnasium Feldkirch die Matura ab und begann an der Universität Salzburg zunächst ein Jusstudium, dann Englisch und Psychologie auf Lehramt. Nach dem Abbruch des Studiums absolvierte er seine Ausbildung als Schauspieler, Sänger und Tänzer am Tiroler Landestheater in Innsbruck, wo er von 1993 bis 1999 als festes Ensemblemitglied engagiert war. Anschließend wechselte er an die Bremer Shakespeare Company.
Bekannt wurde er vor allem durch die Krimiserie SOKO Kitzbühel, in der er von 2001 bis 2006 als Major Andreas Blitz zu sehen war. Neben der Film- und Theatertätigkeit ist Sigl auch als Kabarettist mit eigenem Soloprogramm und der Bühnenshow Hintze und Sigl aktiv. Seit 2008 spielt er die Titelrolle Martin Gruber in der ZDF/ORF-Serie Der Bergdoktor. Zehn Jahre davor hatte er in der gleichnamigen Serie von Sat.1 eine Komparsenrolle als Taxifahrer.
Für eine Hörbuch-Reihe im Reclam-Verlag las er Literaturklassiker ein.
Am 10. Juni 2019 moderierte er an der Seite von Andrea Kiewel den ZDF-Fernsehgarten als Gastmoderator. Im Juli 2022 folgte er Alfons Haider als Moderator der Starnacht an der Seite von Barbara Schöneberger nach. Zum Jahreswechsel 2022/23 sowie auch 2023/24 präsentierte er als Nachfolger von Jörg Pilawa gemeinsam mit Francine Jordi Die große Silvester Show in der ARD, im ORF und in der SRG.

### Privates
Sigl hat mit der Schauspielerin Katja Keller einen Sohn. Seit Juni 2008 ist er mit der Musikerin und Fotografin Susanne Sigl (vormals Kemmler) verheiratet und lebt mit ihr am Ammersee in Bayern.

### Gesellschaftliches Engagement
Im Jänner 2021 gewann Sigl mit seiner Frau Susanne 30.000 Euro in einem Promi-Special der ARD-Sendung Das Quiz mit Jörg Pilawa, die er für das Schiff Sea-Eye 4 der Rettungsorganisation Sea-Eye spendete.
In einem Interview mit der Zeitung Der Standard im Februar 2025 bezeichnete sich Sigl als Antifaschisten und äußerte sich kritisch über den „Rechtsruck“ in Österreich, der bereits vor 25 Jahren begonnen habe. Ein weiterer Schritt in diese Richtung bzw. eine Regierungsbeteiligung der FPÖ sei zu verhindern. FPÖ-Obmann Herbert Kickl führe einen „unverhohlenen Angriff“ auf die österreichische Demokratie.

## Filmografie
- 1995: Ich gelobe
- 1999: Tierarzt Dr. Engel (Fernsehserie, 1 Folge)
- 1999: Kommissar Rex (Fernsehserie, Folge: Der Verlierer)
- 2000: Julia – Eine ungewöhnliche Frau (Fernsehserie, Folge: Der EU-Inspektor)
- 2000–2002: Marienhof (Fernsehserie, 9 Folgen)
- 2001–2006: SOKO Kitzbühel (Fernsehserie, 63 Folgen)
- 2002: Der Bulle von Tölz: Liebespaarmörder (Fernsehreihe)
- 2002: Regentage
- 2003: Forsthaus Falkenau (Fernsehserie, Folge: Über den Wolken)
- 2003: Schlosshotel Orth (Fernsehserie, Folge: Verborgene Schätze)
- 2005: Das Traumhotel – Überraschung in Mexiko (Fernsehreihe)
- 2007: Zwei Affären und noch mehr Kinder
- 2007: SOKO Donau (Fernsehserie, Folge: Stille Wasser)
- 2007: Schuld und Unschuld
- 2007: Zodiak – Der Horoskop-Mörder (Fernsehvierteiler)
- 2008: Das Geheimnis des Königssees
- 2008: Der Nikolaus im Haus
- seit 2008: Der Bergdoktor (Fernsehserie)
- 2010: Schnell ermittelt (Fernsehserie, Folge: Elsa Gorger)
- 2011: Klarer Fall für Bär
- 2012: Die Wüstenärztin
- 2013: SOKO Köln (Fernsehserie, Folge: Tod eines Entführers)
- 2013: Mord in bester Gesellschaft: In Teufels Küche (Fernsehreihe)
- 2015: Einer für alle, alles im Eimer
- 2019: Flucht durchs Höllental (Fernsehfilm)
- 2020: Yakari (Stimme von Grosser Adler)
- 2021: Die Herz-OP (Doku in RTL+)
- 2022: Der Feind meines Feindes (Fernsehfilm)
- 2025: Flucht aus Lissabon (Fernsehfilm)

## Auszeichnungen
- 2014: Romy in der Kategorie beliebtester männlicher Seriendarsteller
- 2015: Goldene Henne (Publikumspreis Schauspiel)
- 2016: Romy in der Kategorie Beliebtester Schauspieler Serie/Reihe
- 2017: Romy in der Kategorie Beliebtester Schauspieler Serie/Reihe
- 2017: Goldene Henne (Publikumspreis Schauspiel)
- 2021: Romy in der Kategorie Beliebtester Schauspieler Serie/Reihe